# Nagygéc
Nagygéc egykor önálló község, amely az 1970-es nagy árvíz következtében majdnem teljesen elnéptelenedett, 1981-ben pedig Csengersimához csatolták.

## Fekvése
A megye keleti peremén helyezkedik el, közvetlenül a magyar-román határ mellett, Csengersima központjától 2 kilométerre délkeletre, Csengertől 10 kilométerre északkeletre. A romániai Szatmárnémetitől (Satu Mare) 11 kilométerre északnyugatra fekszik; a legközelebbi települések a határ román oldalán kelet felől Pete (Petea), dél felől pedig Szamosdara (Dara).
Déli határszéle közelében folyik el a Szamos.

### Megközelítése
Közúton csak egy számozatlan, alsóbbrendű önkormányzati úton közelíthető meg, a 49-es főútról dél felé leágazva.

## Nevének eredete
A helységnév Géc eleme feltehetőleg az egykori magyar személynévből való, ez azonban a régi forrásokban a ch jel kétértelműsége miatt nem különíthető el a Gécs-Gőcs személynevektől (más felfogás szerint a falunév alapjául szolgáló személynévben talán a Gergely becéző változatát kereshetjük). A Nagy- előtag a település méretére utalt, egyben megkülönböztette a szomszédos Kisgéctől.

## Története

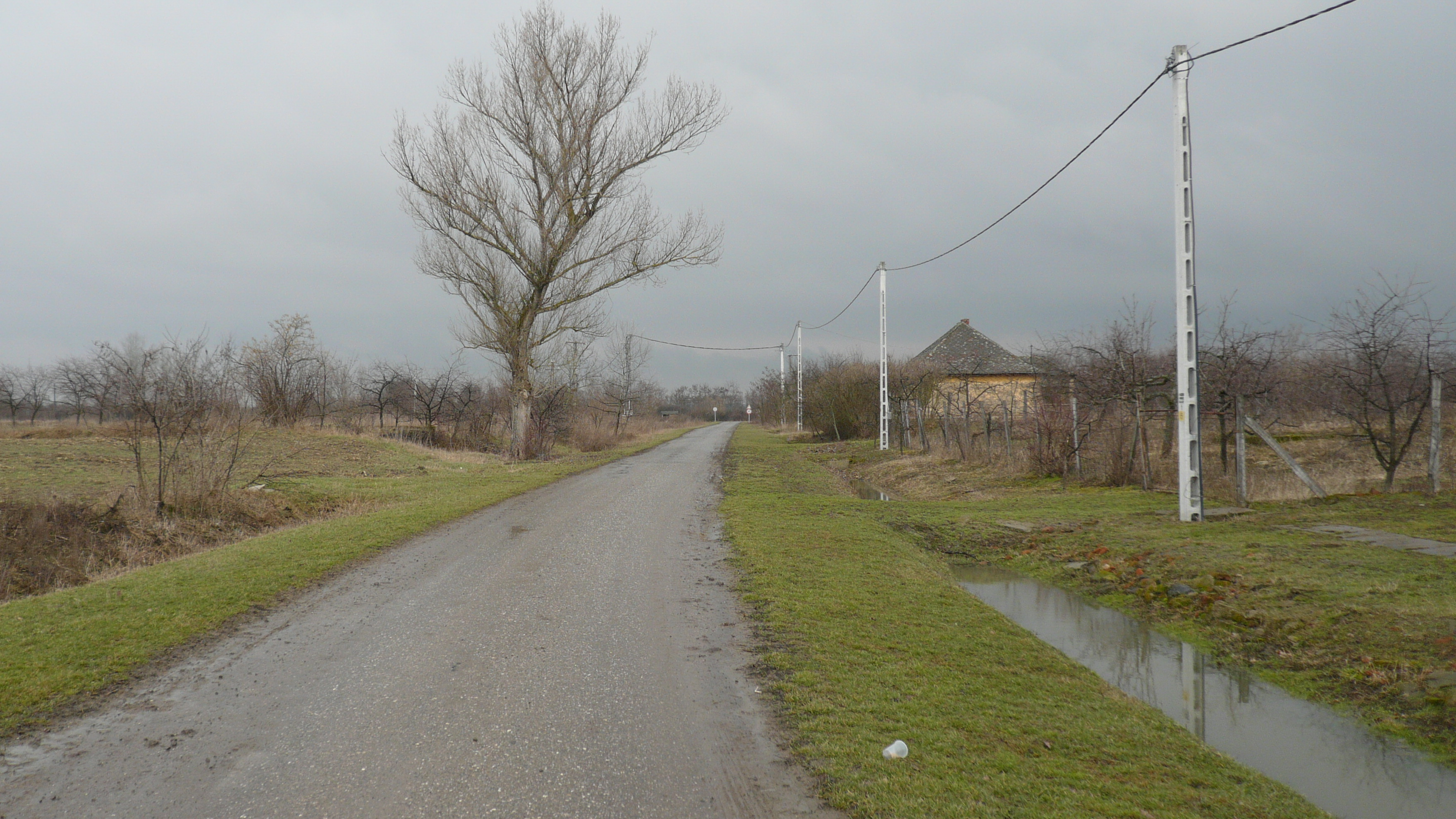
Az 1970-es árvíz után elnéptelenedett falu főutcája

A falu 1280-ban tűnt fel egy nemes nevében először, aki talán a Csák nemzetség tagja. A Géci család egyik ága a Csák nembeli Darai családdal volt rokonságban, s így lehetséges, hogy a falu Szamosdarával és Komlódtótfaluval együtt a Dunántúlról idetelepült Csák nemzetség eredetileg egységes birtoktestének volt a része, a kisnemesi családok pedig a nemzetség hajtásai.
A 14-15. században a Csarnovodai, Csáki, Bekcs, Darai és Drágfi családoké volt. 1476-ban a Szántai Becskiek is birtokosai és ők maradtak urai századokon át.
A 18. században mellettük az Ibrányi, Luby, Nozdroviczky és Péchy családok a földesurai, a múlt század közepén pedig a gróf Majláth, a Luby és a Péchy családok voltak.
1852-ben br. Haynau, az egykori bresciai hiéna a 200 ezer forintos vérdíjból megvásárolta a Kisgéci pusztát, és kúriát építtetett rajta a Majláth-kastélyból. A 20. század első felében Luby Béla, a Haynau-hitbizomány (39 ezer ha) és dr. Szomjas Lajos volt a legnagyobb birtokos. Határában feküdt egykor Kisgéc, mely másodlagos település volt és a 14. században jött létre. Nagygéc igen közel fekszik a magyar-román államhatárhoz. A trianoni békeszerződés után a határ mentén felépített ún. lokalizációs töltés a település nyugati részén húzódott, így a falu a kelet felől érkező nagy árvizekkel szemben védtelen volt.
1970-ben a településnek 706 lakosa volt. Az 1970. május 13-án bekövetkezett árvízben a falu csaknem teljesen elpusztult. Újjáépítését árvízvédelmi okokból nem engedélyezték, a területre történő beköltözést pedig adminisztratív eszközökkel korlátozták.
Az 1980-as népszámlálásra az egy évtizeddel korábbi lakosságnak csupán töredéke, 22 fő maradt a faluban. 1981-ben a település adminisztratív önállósága is megszűnt, területét Csengersimához csatolták. 2011-ben a falu öt házában 10 fő élt.

## Nevezetességek

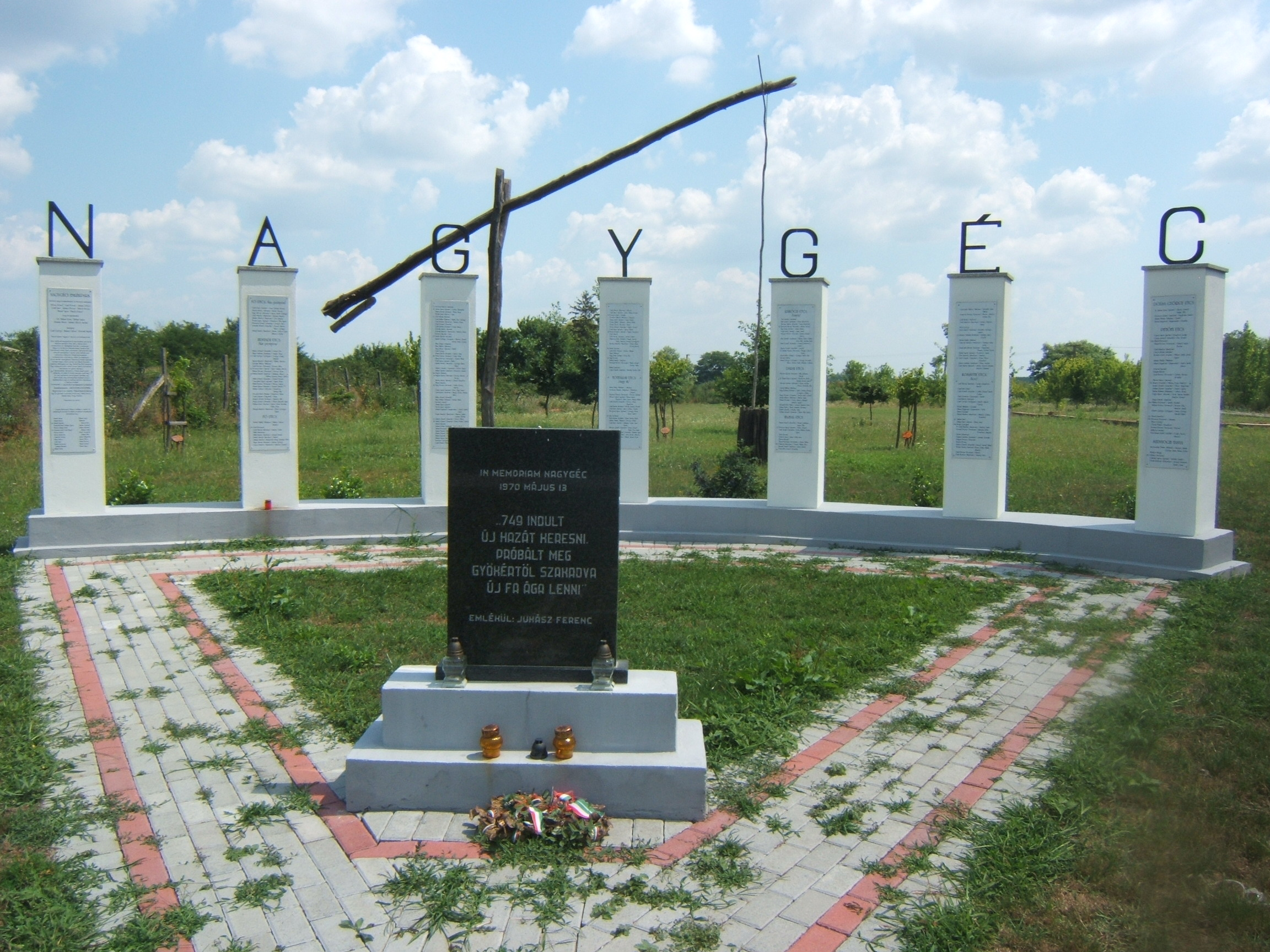
Emlékpark a templom közelében

Református temploma két részből áll, az egyik még az Árpád-korból való, a másik Mátyás korából. Ma műemléki védelem alatt áll, ennek ellenére egészen 2014-ig folyamatosan pusztult. Henszlmann Imre így írt róla: „A szentély egyik ablaka fölött három nyitott virágból, több bimbóból s levélből álló fűzér egy dúsabb kompoziczióju és önálló szatmári festészeti iskolára gyaníttat.”
2014-ben a Megmaradás Temploma terv keretében megkezdődött a templom felújítása, valamint egy kilátó és egy látogatóközpont építése.

## Emlékezete
- A Kormorán együttes egyik lemeze az In memoriam Nagygéc címet viseli emléket állítva a falunak.
- Évente falunapot tartanak az egykori lakók és leszármazottaik.

## Híres emberek
- Itt született 1815-ben Rácz Pali cigányprímás, nótaszerző, népzenész.

## Nagygéci emlékpark
A két hektáros Nagygéci Emlékparkban őshonos Kárpát-medencei gyümölcsfák ligetében 200 emlékoszlopon Kárpát-medencei települések ezrei Drávaszögtől Csángóföldig, Délvidéktől Temesig üzennek az utókornak. Az üzenetek főként az összetartozás, az összefogás, a nemzet fennmaradása, a határtalan magyarság, az emberiesség fontosságának, a szeretet erejének gondolatvilágát testesítik meg. Pár száz lelkes falutól a milliós nagyvárosig mindenféle település elküldte üzenetét, a legtöbb üzenet – 1004 darab – Erdélyből érkezett. A többség saját gondolatát írta meg, de sokan például Wass Albert,Széchenyi István,Babits Mihály, vagy Kölcsey Ferenc sorait tolmácsolták. A magyar költészet és irodalom remekei mellett azonban olyan bibliai idézetek, ókori bölcsességek, dalszöveg-részletek is érkeztek, amelyek mind értékes útravalóval láthatják majd el a Nagygécre látogatókat.
Emléktáblát állítottak:
- Reformátusok Szatmárért Közhasznú Egyesület